# Brésil aux Jeux olympiques d'hiver de 2014
Le Brésil participe aux Jeux olympiques d'hiver de 2014 à Sotchi en Russie du 7 au 23 février 2014.

## Délégation
Le tableau suivant montre le nombre d'athlètes brésiliens dans chaque discipline :
| Sport               | Hommes | Femmes | Total |
| ------------------- | ------ | ------ | ----- |
| Ski Alpin           | 1      | 1      | 2     |
| Biathlon            | 0      | 1*     | 1     |
| Bobsleigh           | 4      | 2      | 6     |
| Ski de fond         | 1      | 1*     | 2     |
| Patinage artistique | 0      | 1      | 1     |
| Ski acrobatique     | 0      | 1      | 1     |
| Snowboard           | 0      | 1      | 1     |
| Total               | 6      | 8      | 14    |

- *Jaqueline Mourão a participé au ski de fond et au biathlon.

## Résultats

### Ski alpin
Hommes
| Athlète         | Épreuve      | Manche 1      | Manche 2      | Total         | Total |
| Athlète         | Épreuve      | Temps         | Temps         | Temps         | Rang  |
| --------------- | ------------ | ------------- | ------------- | ------------- | ----- |
| Jhonatan Longhi | Slalom Géant | 1 min 33 s 03 | 1 min 33 s 69 | 3 min 06 s 72 | 58    |
| Jhonatan Longhi | Slalom       | 59"24         | DNF           | –             | –     |

Femmes
| Athlète        | Épreuve      | Manche 1      | Manche 2      | Total         | Total |
| Athlète        | Épreuve      | Temps         | Temps         | Temps         | Rang  |
| -------------- | ------------ | ------------- | ------------- | ------------- | ----- |
| Maya Harrisson | Slalom Géant | 1 min 30 s 31 | 1 min 31 s 55 | 3 min 01 s 86 | 54    |
| Maya Harrisson | Slalom       | 1 min 04 s 88 | 1 min 03 s 45 | 2 min 08 s 33 | 39    |

### Biathlon
| Épreuve       | Athlète          | Pénalité 1 | Temps         | Rang |
| ------------- | ---------------- | ---------- | ------------- | ---- |
| 7,5 km sprint | Jaqueline Mourão | 1 (0+1)    | 25 min 06 s 4 | 77   |

| Épreuve | Athlète          | Temps         | Manquées    | Temps ajusté 2 | Rang |
| ------- | ---------------- | ------------- | ----------- | -------------- | ---- |
| 15 km   | Jaqueline Mourão | 50 min 22 s 6 | 7 (1+2+3+1) | 57 min 22 s 6  | 76   |

1Une boucle de pénalité 150 mètres par cible manquée doit être parcourue.

2Une minute ajoutée par cible manquée.

### Bobsleigh
Femmes
| Athlète                           | Épreuve           | Final    | Final         | Final         | Final         | Final         | Final |
| Athlète                           | Épreuve           | Manche 1 | Manche 2      | Manche 3      | Manche 4      | Total         | Pos.  |
| --------------------------------- | ----------------- | -------- | ------------- | ------------- | ------------- | ------------- | ----- |
| Fabiana dos Santos Sally da Silva | Bob à deux femmes | 59 s 57  | 1 min 00 s 45 | 1 min 00 s 73 | 1 min 01 s 20 | 4 min 01 s 95 | 19º   |

Hommes
| Athlète                                                              | Épreuve             | Final    | Final    | Final    | Final          | Final         | Final |
| Athlète                                                              | Épreuve             | Manche 1 | Manche 2 | Manche 3 | Manche 4       | Total         | Pos.  |
| -------------------------------------------------------------------- | ------------------- | -------- | -------- | -------- | -------------- | ------------- | ----- |
| Edson Bindilatti Fábio Gonçalves Silva Edson Martins Odirlei Pessoni | Bob à quatre hommes | 56 s 86  | 56 s 74  | 57 s 11  | N'a pas avancé | 2 min 50 s 71 | 29º   |

### Ski de fond
Hommes
| Athlète        | Épreuve      | Qualification | Qualification | Quart de finale | Quart de finale | Demi finale    | Demi finale    | Final          | Final          |
| Athlète        | Épreuve      | Temps         | Rang          | Temps           | Rang            | Temps          | Rang           | Temps          | Rang           |
| -------------- | ------------ | ------------- | ------------- | --------------- | --------------- | -------------- | -------------- | -------------- | -------------- |
| Leandro Ribela | Sprint homme | 4 min 21 s 12 | 80            | N'a pas avancé  | N'a pas avancé  | N'a pas avancé | N'a pas avancé | N'a pas avancé | N'a pas avancé |

Femmes
| Athlète          | Épreuve      | Qualification | Qualification | Quart de finale | Quart de finale | Demi finale    | Demi finale    | Final          | Final          |
| Athlète          | Épreuve      | Temps         | Rang          | Temps           | Rang            | Temps          | Rang           | Temps          | Rang           |
| ---------------- | ------------ | ------------- | ------------- | --------------- | --------------- | -------------- | -------------- | -------------- | -------------- |
| Jaqueline Mourão | Sprint femme | 3 min 02 s 83 | 65            | N'a pas avancé  | N'a pas avancé  | N'a pas avancé | N'a pas avancé | N'a pas avancé | N'a pas avancé |

### Patinage artistique
| Athlète          | Épreuve | PC      | PC   | PL             | PL             | Total          | Total          |
| Athlète          | Épreuve | Points  | Rang | Points         | Rang           | Points         | Rang           |
| ---------------- | ------- | ------- | ---- | -------------- | -------------- | -------------- | -------------- |
| Isadora Williams | Femme   | 40 s 37 | 30   | N'a pas avancé | N'a pas avancé | N'a pas avancé | N'a pas avancé |

### Ski acrobatique
| Athlète         | Épreuve     | Qualification | Qualification | Qualification | Qualification | Final          | Final          | Final          | Final          | Final          | Final          |
| Athlète         | Épreuve     | Saut 1        | Saut 1        | Saut 2        | Saut 2        | Saut 1         | Saut 1         | Saut 2         | Saut 2         | Saut 3         | Saut 3         |
| Athlète         | Épreuve     | Points        | Rang          | Points        | Rang          | Points         | Rang           | Points         | Rang           | Points         | Rang           |
| --------------- | ----------- | ------------- | ------------- | ------------- | ------------- | -------------- | -------------- | -------------- | -------------- | -------------- | -------------- |
| Joselane Santos | Sauts femme | 49 s 60       | 20            | 48 s 17       | 16            | N'a pas avancé | N'a pas avancé | N'a pas avancé | N'a pas avancé | N'a pas avancé | N'a pas avancé |

### Snowboard
| Athlète              | Épreuve               | Qualification | Qualification | Quart de finale | Demi finale    | Final          | Final |
| Athlète              | Épreuve               | Temps         | Rang          | Position        | Position       | Position       | Rang  |
| -------------------- | --------------------- | ------------- | ------------- | --------------- | -------------- | -------------- | ----- |
| Isabel Clark Ribeiro | Snowboard Cross femme | 1 min 24 s 31 | 12            | 4               | N'a pas avancé | N'a pas avancé | 14    |